# Phyllopodopsyllus chavei
Phyllopodopsyllus chavei är en kräftdjursart som beskrevs av Coull 1970. Phyllopodopsyllus chavei ingår i släktet Phyllopodopsyllus och familjen Tetragonicipitidae. Inga underarter finns listade i Catalogue of Life.